# Toma Poljanskyj
Tomasz Polański (12. nebo 13. března 1822 Felsztyn – 3. června 1886 Přemyšl) byl rakouský řeckokatolický kněz, pedagog a politik z východní Haliče, v 2. polovině 19. století poslanec Říšské rady.

## Biografie

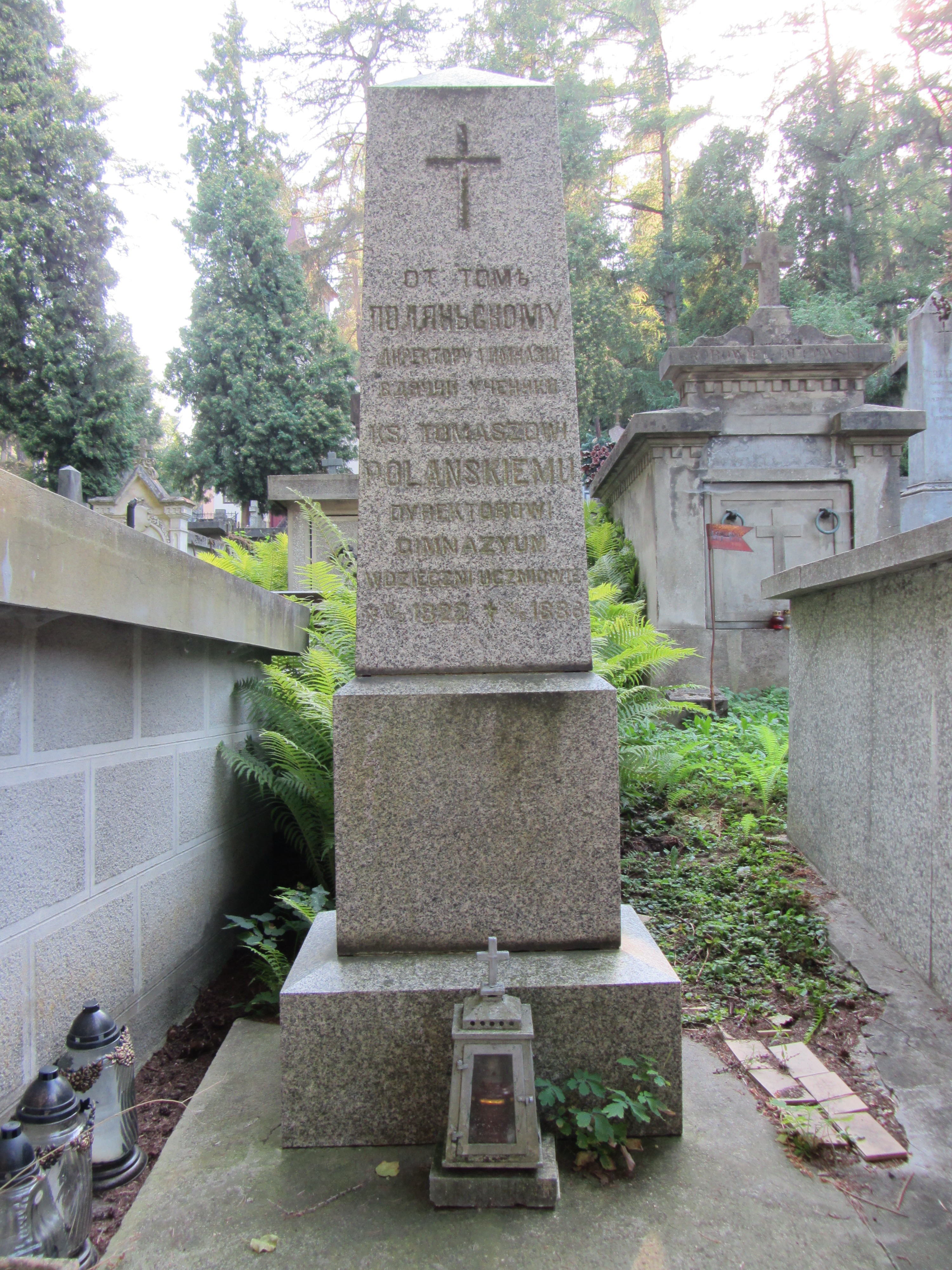
Náhrobek T. Polańského na hlavním hřbitově v Přemyšli.

Narodil se v Felsztyně (dnes nazýván Skelivka, na Ukrajině). Byl knězem. Od ledna 1846 vyučoval nepřetržitě na veřejných vzdělávacích ústavech. Do roku 1856 působil jako profesor na filozofickém učitelském ústavu, po jehož zrušení pak přešel na vyšší gymnázium v Přemyšli. V období let 1857–1862 vykonával funkci ředitele gymnázia v Sambiru. V Sambiru mu bylo uděleno čestné občanství. Od roku 1863 do roku 1866 byl ředitelem gymnázia v Řešově. V lednu 1867 nastoupil na post ředitele vyššího gymnázia v Přemyšli.
V únoru 1867 byl zvolen na Haličský zemský sněm. Zemský sněm ho 2. března 1867 zvolil i do Říšské rady za kurii městskou v Haliči. 3. června 1867 složil slib.